# DEHG Prag

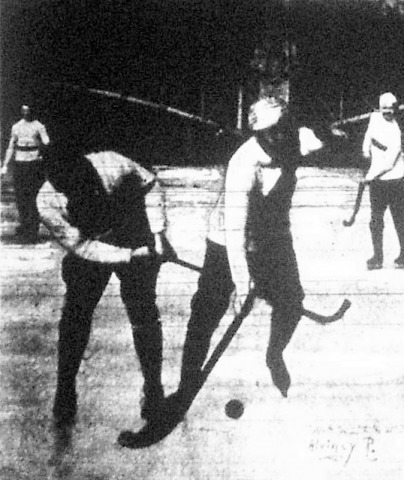
Fotografie ze zápasu DEHG Prag-Budapester Eislaufverein z roku 1914.

DEHG Prag (celým názvem: Deutsche Eishockey Gesellschaft Prag) byl německý sportovní klub, který sídlil v Praze. V roce 1912 se zúčastnil třetího a posledního ročníku Mistrovství zemí Koruny české. Klub skončil na děleném pátém místě. Klub vystupoval jako reprezentace Rakouska na mistrovství Evropy v ledním hokeji 1912 a mistrovství Evropy v ledním hokeji 1913. V obou případech skončil bez bodového zisku. V letech 1913–1914 se zúčastnil německého mistrovství v ledním hokeji. V první ročníku skončilo DEHG ve druhém kole po porážce 2:5 proti MTV München 1879. Ve druhém a posledním ročníku podlehl hned v prvním kole, německému rekordmanovi a mistrovi sezóny 1914, Berlineru SC vysokým rozdílem 0:12. Zanikl v roce 1918 po fúzi s LTC Praha.
Mimo oddíl ledního hokeje měl sportovní klub i jiné oddíly, mj. oddíl bandy, lyžařských sportů a bobů.

## Přehled ligové účasti
Stručný přehled
Zdroj: 
- 1912: Mistrovství zemí Koruny české (1. ligová úroveň v Čechách)
- 1913–1914: Deutsche Eishockey-Meisterschaft (1. ligová úroveň v Německu)

Jednotlivé ročníky
Zdroj: 
Legenda: ZČ - základní část, červené podbarvení - sestup, zelené podbarvení - postup, fialové podbarvení - reorganizace, změna skupiny či soutěže
| Čechy (1912)                    |                               |           |         |                                       |          |
| Sezóny                          | Soutěž                        | Úroveň    | ZČ      | Play-off, nadstavba, sk. o udržení... | Poznámky |
| 1912                            | Mistrovství zemí Koruny české | 1. úroveň | nehráno | Čtvrtfinále                           |          |
| Německé císařství (1913 – 1914) |                               |           |         |                                       |          |
| Sezóny                          | Soutěž                        | Úroveň    | ZČ      | Play-off                              | Poznámky |
| 1913                            | Deutsche Meisterschaft        | 1. úroveň | nehráno | 2. kolo                               |          |
| 1914                            | Deutsche Meisterschaft        | 1. úroveň | nehráno | Semifinále                            |          |